# Нгряны
Нгряны (арм. Նղրյաններ) — княжеская и царская династия в Киликийском армянском царстве.
Произошли от княжеского дома Бардзрабердов (Բարձրբերդ), родственников царской династии Хетумидов. Являлись владельцами крепости Негир (Նղիր) в провинции Чкер, от чего происходит название рода.
Первый известный представитель — князь Константин (ум. 1308), считавший себя внуком Константина, отца царя Хетума I. Его сыновьями были Васак (ум. 1328), Хетум и Балдуин (Багдин, Пагдин).
Во время правления царя Ошина (1308—1320) Хетум был назначен управляющим царского двора, затем джамбрла (азарапетом), а после смерти Ошина — одним из опекунов несовершеннолетнего царя Левона IV. Брат Хетума Балдуин в 1329—1336 гг. занимал должность мараджахта (марешаля).
В 1345 году совет князей провозгласил Костандина IV, старшего сын Балдуина, киликийским царём. После Константина IV царем стал Костандин V, сын Хетума Джамбрлы. После падения Киликийского армянского царства сведений о Нгрянах нет.